# Charles Ponzi
Charles Ponzi (Lugo, 1882. március 3. – Rio de Janeiro, 1949. január 18.) olasz üzletember és szélhámos az Amerikai Egyesült Államokban és Kanadában. Róla nevezték el a Ponzi-rendszert.

## Élete
1903-ban emigrált az Amerikai Egyesült Államokba, saját állítása szerint 2 dollár 50 centtel a zsebében, és nem beszélt angolul. Mosogatásból élt meg, majd pincérré küzdötte fel magát. Azonban lopás és csalás miatt kirúgták állásából.
A padlón aludt ugyan, de megtanulta a nyelvet; és pincér lett. Montrealban egy bankhoz került, ahol fiókigazgató lett. A bank összeomlott, mert a konkurenciát jóval meghaladó kamatot számítottak fel.
Ponzi ekkor jöhetett rá a piramisjátékra, a Ponzi-rendszerre.
„Szélhámos pályája” csúcsán tízmillió dollárja volt. Kártyavára kilenc hónap múlva omlott össze.
Élvezte a gazdagságot, vett egy kastélyt, légkondicionálóval, fűthető medencével. Újabb nagyszabású ügyeit követően végül öt év börtönt kapott. Szegényen halt meg egy brazíliai kórházban.